# Wilhelminalaan 2
Wilhelminalaan 2 is een gemeentelijk monument in de gemeente Soest in de provincie Utrecht.
De villa werd in 1908 opgeleverd naar een ontwerp van de Soester architect G. Sukkel jr. die waarschijnlijk ook de uitvoerder was. De villa met Jugendstilmotieven staat op de hoek van de Wilhelminalaan en de Koninginnelaan.
Het wit geschilderde pand is voor een deel bepleisterd. Het heeft twee zadeldaken die haaks op elkaar staan, maar met verschillende nokhoogtes. Boven de openslaande deuren is op de verdieping een hoefijzervormige boog gemaakt. In de asymmetrische voorgevel zijn glas-in-loodbovenlichten geplaatst. Ook de serre rechts heeft glas-in-loodvensters.